# Reboot!!!
「Reboot!!!」（リブート）は、A.B.C-Zの3枚目のシングル。2017年2月1日にポニー・キャニオンから発売。

## 解説
A.B.C-Zのデビュー5周年記念日に発売された本作のタイトルは「再起動」を意味する。5周年を前に「新たなステージを目指してリスタート」というテーマが込められている。表題曲の「Reboot!!!」はボカロPとして活躍するみきとPがmikito名義で作曲を担当し、EDMのアップテンポなダンスナンバーとなっている。
パフォーマンス
表題曲「Reboot!!!」ではリスタートのテーマとして「パフォーマンス」という軸を選び、グループ名に込められた「Acrobat Boys Club」というワードにそった、アクロバットの精度を磨いたパフォーマンスを披露している。5人全員のバック転や、メンバー同士が組み合って連続側転をする技などが曲中で行われている。
Music ClipではジャニーズJr.のSnow Manとアクロバットで共演。2021年9月1日「Z Project」の企画「History Collection」の第5弾として「Future Light」とともにポニー・キャニオン公式YouTubeにてミュージックビデオが公開された。
プロモーション
2016年12月31日放送の『CDTVスペシャル！年越しプレミアライブ2016→2017』にて2017年にリリースされる新曲、ということでテレビ初披露。2017年2月3日放送の『ミュージックステーション』にも出演した。2月4日の『ABChanZoo』では「5周年シングル発売記念"自分たちの力で放送尺を稼げ！"」という企画が放送された。
イベント
2017年2月5日にはベルサール高田馬場でCD購入者対象イベント『A.B.C-Z デビュー5周年記念イベント〜Reboot!!!〜』を開催。イベントではメンバー全員の直筆メッセージ入りクリアポスターの「お渡し会」を実施。
リリース
初回限定5周年Anniversary盤（CD+2DVD）（PCCA-04506）、初回限定5周年Best盤（CD+2DVD）（PCCA-04507）、通常盤（CDのみ）（PCCA-04508）の3形態でリリース。初回限定5周年Anniversary盤の付属DVDにはタイトル曲のミュージックビデオやメイキング映像などのほか、橋本良亮のソロコンサート『Summer Paradise 2016 ハシツアーズ 〜もうかわいいなんて言わせない〜』の模様を収録。初回限定5周年Best盤の付属DVDには歴代シングル曲のミュージックビデオ、5周年を振り返るビデオコメンタリーが収められる。

## 収録曲

### CD

#### 通常盤
1. Reboot!!!
作詞：MiNE, 春和文、作曲：mikito、編曲：鈴木Daichi秀行
2. YOU ARE A FLYER
作詞・作曲・編曲：WolfJunk
3. リメンバー
作詞・作曲：加藤裕介、編曲：立山秋航
4. Reboot!!! -Inst.-
5. YOU ARE A FLYER -Inst.-
6. リメンバー -Inst.-

#### 初回限定5周年Anniversary/Best盤
1. Reboot!!!
2. ペルソナ・ゲーム
作詞：松井五郎、作曲：馬飼野康二、編曲：CHOKKAKU

### DVD

#### 初回限定5周年Anniversary盤

##### Disc.1
1. 「Reboot!!!」Music Clip
2. Making of「Reboot!!!」
3. ｢祝･デビュー5周年」A.B.C-Z 5年分の大忘年会 〜今夜は無礼講〜

##### Disc.2『Johnnys' Summer Paradise 2016 橋本良亮公演「ハシツアーズ〜もうかわいいなんて言わせない〜」』
※カッコ内は原曲アーティスト名。特筆なきものはA.B.C-Zの楽曲。
1. OVERTURE
2. Stay with me♡（橋本良亮）
3. Secret Lover
4. Vanilla
5. 秘密の愛（橋本良亮）
6. Walking on Clouds
7. 花言葉
8. Naturally
9. One by One（橋本良亮）
10. DANCE!（橋本良亮）
11. hazy love（橋本良亮）
12. 世界一
13. 雨上がりに手をつないだら
14. わたし鏡（安田章大）
15. この星で生まれて（ジャニーズ・ジュニア）
16. Fantastic Ride
17. EDMコーナー♪
18. Crazy about you（橋本良亮）
19. In The Name Of Love 〜誓い
20. Za ABC〜5stars〜
21. InaZuma☆Venus
22. メクルメク
23. 今日もグッジョブ!!!
24. ハッピー! ハッピー!
25. Revolution
26. Take a "5" Train
27. 恋（橋本良亮）
28. 気にせずGo My Way（塚田僚一）
29. Summer上々!!

#### 初回限定5周年Best盤

##### Disc.1『Singles Music Clips』
1. Za ABC 〜5stars〜
2. ずっとLOVE
3. Twinkle Twinkle A.B.C-Z
4. Walking on Clouds
5. Never My Love
6. Legend Story
7. SPACE TRAVELERS
8. Moonlight walker
9. 花言葉
10. Take a "5" Train

##### Disc.2
1. A.B.C-Z 5年分のミュージッククリップ鑑賞会 〜5stars×10clips〜

## 特典
予約購入先着特典
- A.B.C-Z デビュー5周年記念 スペシャル・ポスター（B2サイズ）（初回限定5周年Anniversary盤、初回限定5周年Best盤、通常盤でそれぞれ絵柄が異なる）

封入特典
- 5周年記念スペシャルフォトブック（32P）（初回限定5周年Anniversary盤）
- イベント参加券「デビュー5周年Thank YouカードA 」（初回限定5周年Anniversary盤）
- イベント参加券「デビュー5周年Thank YouカードB 」（初回限定5周年Best盤）
- デビュー5周年記念ステッカー（通常盤初回）

初回プレス仕様
- ピクチャーレーベル（通常盤）

## チャート成績
2月13日付のオリコン週間シングルランキングでは初週5.6万枚を売上げ、初登場1位を獲得した。
2月13日付のBillboard JAPAN週間セールスシングルチャートでは、UVERworldの『一滴の影響』と大接戦ながら2位となった。同チャートでは本作を、関東圏のファンは店舗で購入し、関東圏外のファンはECで購入する傾向にあると分析した。